# Teognis (escriptor)
Teognis  (en llatí Theognis, en grec antic Θέογνις) fou un escriptor grec.
Va ser l'autor d'una obra titulada περὶ τῶν ἐν ᾽Ρόδῳ θυσιῶν ("Perí tón én Rodo zysion" Sobre els sacrificis que feien els rodis) de la qual Ateneu de Naucratis en menciona el segon llibre (Deipnosophistae, 8. 360b.) Vossius l'inclou a la seva Historia Graeca.